# Mauser HSc
Die Mauser HSc ist eine Pistole, die kurz vor dem Zweiten Weltkrieg entstand. Sie war vor allem für den Einsatz bei Polizeikräften vorgesehen, fand dann jedoch während des Krieges verbreitet Einsatz bei militärischen Einheiten Deutschlands.

## Ursprung
Die sehr erfolgreichen Pistolen-Modelle der Firma Walther wie der PP sowie der PPK brachten Mauser in Zugzwang, vergleichbare Pistolen zu entwerfen. Insbesondere der Spannabzug der Walther-Modelle sorgten für regen Absatz, der den Marktanteil Mausers im Inlandsgeschäft verringerte. Daraufhin entstanden mehrere Prototypen, von denen der dritte schließlich in Serie produziert wurde. Die Bezeichnung HSc der Waffe setzt sich zusammen aus den Worten Hahn-Selbstspanner-Pistole c.

## Technik und Einsatz
Die Mauser HSc wurde unter dem Gesichtspunkt der zivilen Nutzung entwickelt. Daraus resultierten die hohen handwerklichen Fertigungsstandards und die besonderen Sicherheitsmerkmale der Waffe. Bereits das Entfernen des Magazins blockiert den Abzug. Dies verhindert, dass sich Schüsse aus durchgeladenen Pistolen lösen können, wenn diese entladen werden sollen und sich noch eine Patrone im Patronenlager befindet. Die Waffe war nur für die relativ schwachen Patronen 7,65 mm × 17 (0.32 Browning) und 9 mm × 17 (0.38 Browning) ausgelegt, so dass ein einfacher Masseverschluss genügte. Für das verdeckte Tragen der Mauser wurden alle Ecken abgerundet, der Hahn ragte nur wenig hervor.
Mit Kriegsbeginn begann sich neben der Polizei auch die Wehrmacht für die Waffe zu interessieren. Insgesamt wurden mehr als eine viertel Million Exemplare gefertigt, wobei die Hauptposten an das Heer und die Kriegsmarine ausgeliefert wurden. Aufgrund des hohen Bedarfes wurde die Produktion bald rationalisiert, wobei das Polieren und Brünieren der Metalloberflächen einer simplen Phosphatierung wich.

## Nachkriegszeit
Nach Kriegsende fielen die Mauser-Werke in die Verwaltung der französischen Besatzungsmacht, welche die Produktion fortsetzte, unter anderem auch Waffen des Typs HSc. Später wurden die Anlagen demontiert. In den 70er Jahren legte die Firma Mauser die Pistole noch einmal auf, unter anderem als HSc-80 mit vergrößerter Magazinkapazität, gab die Fertigung aber bald auf. Die HSc diente als Grundlage für eine andere Neuentwicklung, nämlich der HK 4 von Heckler & Koch in Oberndorf.